# Cité Riverin
Pour les articles homonymes, voir Riverin.
La cité Riverin est une voie du 10e arrondissement de Paris, en France.

## Situation et accès
La cité Riverin est une voie publique située dans le 10e arrondissement de Paris. Elle débute au 74, rue René-Boulanger et se termine au 29 bis-29 ter, rue du Château-d'Eau.

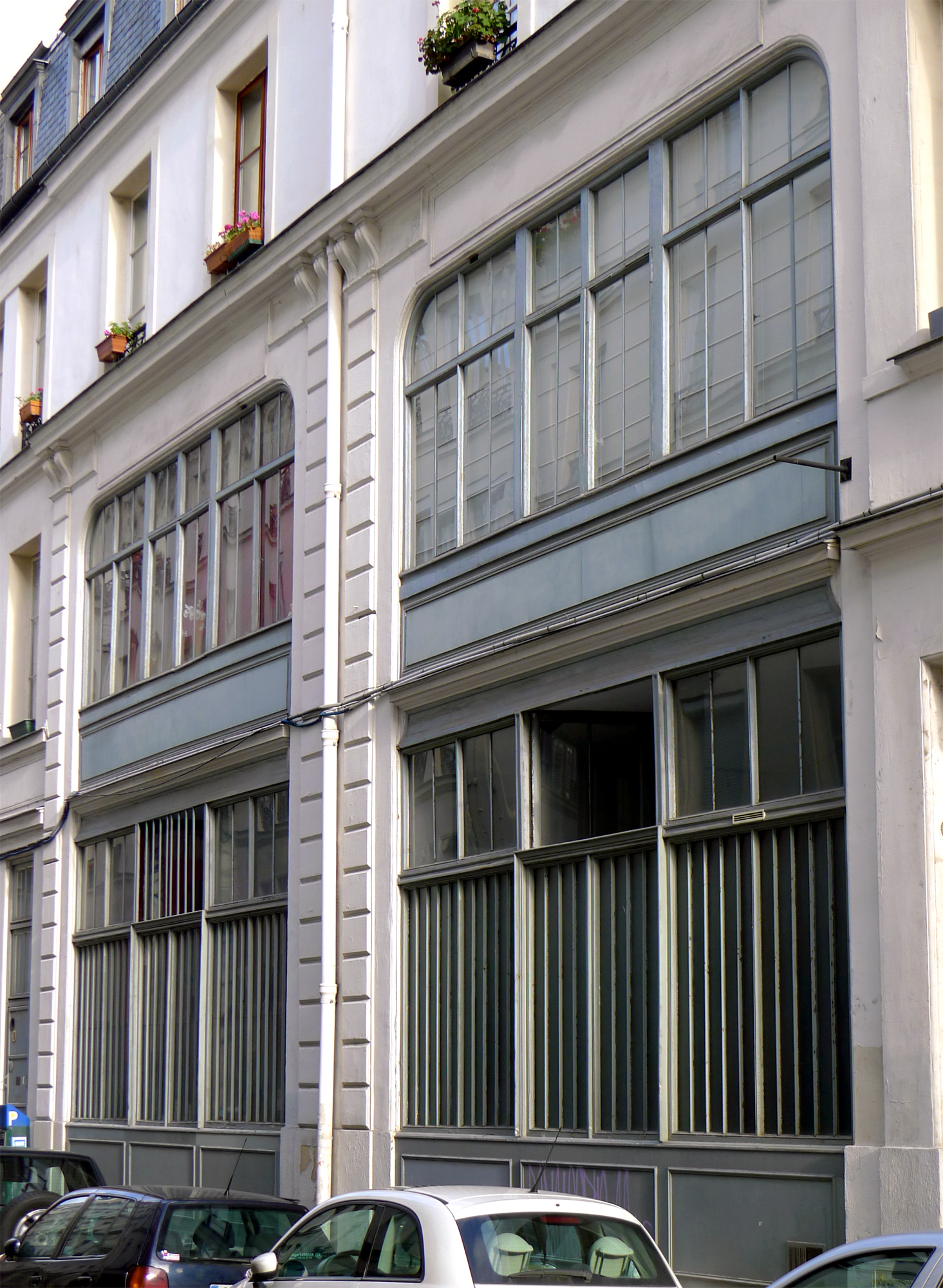
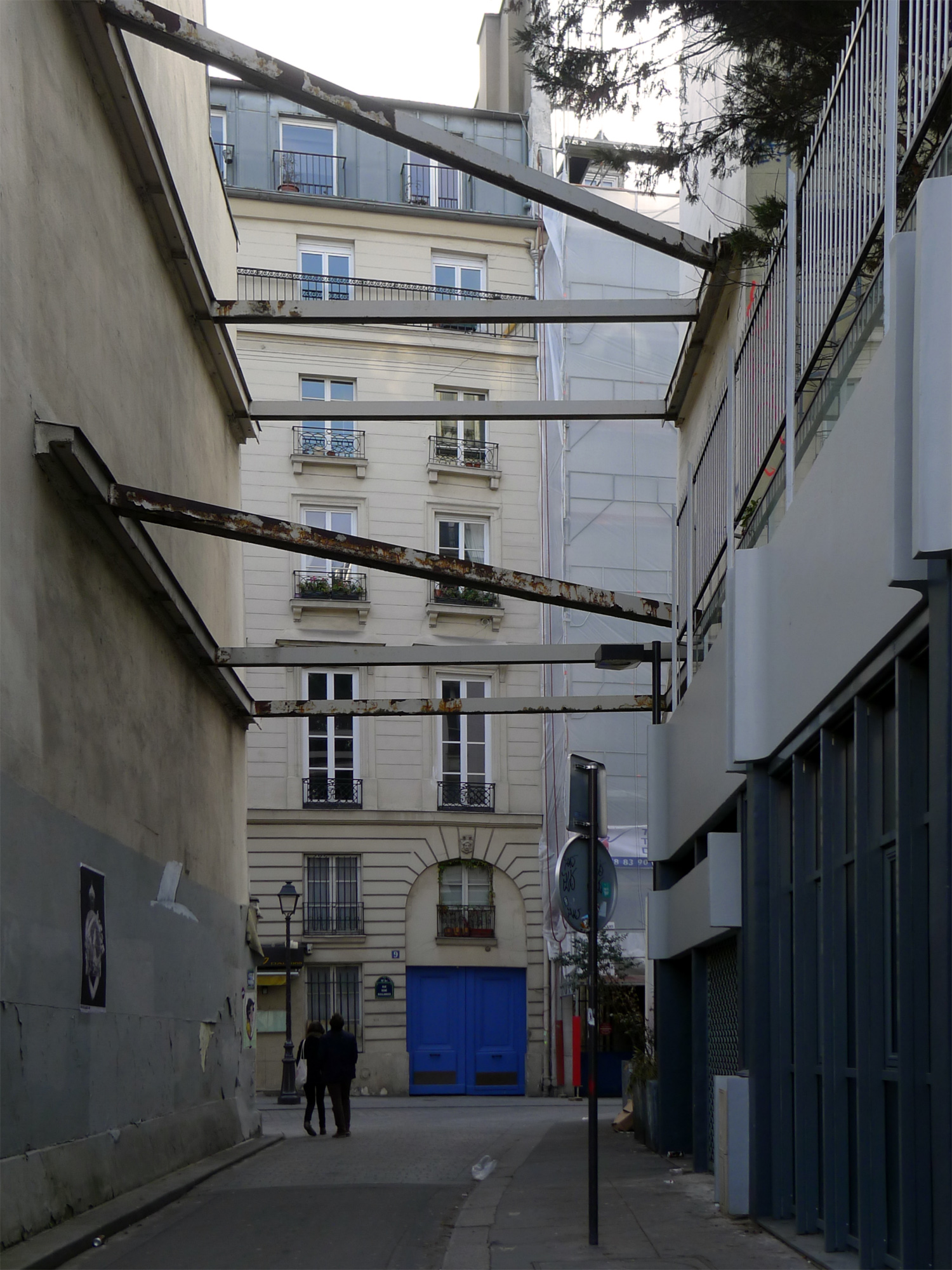

## Origine du nom
Elle doit son nom à celui d'un ancien propriétaire local.

## Historique
Cette voie est ouverte en 1829 par M. Riverin qui était mécanicien. 